# Melansonita
La melansonita és un mineral de la classe dels silicats que pertany al grup de la rhodesita. Rep el nom en honor de Frank i Wendy Melanson (Ontario, Canadà).

## Característiques
La melansonita és un fil·losilicat de fórmula química Na◻KZrSi₈O19·5H₂O. Químicament és semblant a la georgechaoïta. Va ser aprovada com a espècie vàlida per l'Associació Mineralògica Internacional el 2019 i publicada en el mes de juliol de 2023. Cristal·litza en el sistema ortoròmbic.
L'exemplar que va servir per a determinar l'espècie, el que es coneix com a material tipus, es troba conservat a les col·leccions mineralògiques del Museu Canadenc de la Natura, al Quebec (Canadà), amb el número de catàleg: cmnmc 87258.

## Formació i jaciments
Va ser descoberta a la pedrera Poudrette, situada al mont Saint-Hilaire, dins el municipi regional de comtat de La Vallée-du-Richelieu, a Montérégie (Quebec, Canadà), on es troba en forma de cristalls aciculars a fibrosos, associada a altres minerals com: calcita, eudidimita, remondita, rútil, i siderita. Aquest indret és l'únic a tot el planeta on ha estat descrita aquesta espècie mineral.